# 黑斯·米哈伊
黑斯·米哈伊（匈牙利語：Hesz Mihály，1943年12月15日—），匈牙利男子皮划艇运动员。他曾代表匈牙利参加1964年和1968年夏季奥林匹克运动会皮划艇比赛，共获得一枚金牌和一枚银牌。